# Mouilleron-en-Pareds
Pour les articles homonymes, voir Mouilleron et Pareds.
Mouilleron-en-Pareds est une ancienne commune française située dans le département de la Vendée, en région Pays-de-la-Loire.
Avec Saint-Germain-l’Aiguiller, au 1er janvier 2016, elle devient une commune déléguée de Mouilleron-Saint-Germain.

## Toponymie
Le toponyme Mouilleron-en-Pareds est composé de Mouilleron qui désigne un lieu (généralement une partie de champ ou de pré) caractérisé par un excès d'humidité, et de Pareds, issu du latin alparedum « hauteur », avec déglutination de au- pris pour l'article contracté.

## Géographie
Mouilleron-en-Pareds est situé dans l'est du département de la Vendée, entre le « Bas-Bocage » et le « Haut-Bocage » à mi-hauteur des monts et puys vendéens. 
L'altitude allant de 60 à 182 m sur le massif granitique de la commune, l'altitude moyenne est de 102 m. 
Le territoire municipal de Mouilleron-en-Pareds s’étend sur 2 022 ha. Cette commune est située sur le plateau vendéen, entre les villes de Chantonnay et de La Châtaigneraie.
Avec une colline boisée couronnée par des moulins, elle offre un magnifique point de vue sur les communes aux alentours.

## Histoire
Mis à part certains édifices médiévaux, notamment ses moulins relativement conservés, son histoire est marquée par la naissance en son sein de trois personnalités que sont : Charles-Louis Largeteau, Georges Clemenceau et Jean de Lattre de Tassigny
ainsi que par la doyenneté de ses maires. 
De plus, un sentier débute dans le bourg appelé le sentier des meuniers. Ce sentier se nomme ainsi car c'était le sentier emprunté par les meuniers des moulins présents sur la colline pour se rendre en ville située à 10 km (La Châtaigneraie) pour chercher du blé.

## Emblèmes

### Héraldique
| Blason | Blasonnement : De gueules au moulin à vent d'or, posé sur un tertre de sinople*, accosté de deux clefs renversées et adossées d'argent, au chef d'azur* chargé de trois étoiles aussi d'argent. * Il y a là non-respect de la règle de contrariété des couleurs : ces armes sont fautives ( sur champ de gueules, tertre de sinople et chef d'azur). |

### Devise
La devise de Mouilleron-en-Pareds : Sic itur ad astra.

## Lieux et monuments
- Musée national Clemenceau-de-Lattre, anciennement musée national des Deux-Victoires, créé en 1959 dans la maison natale de Jean de Lattre de Tassigny, le musée établit un parallèle entre Clemenceau et Jean de Lattre de Tassigny, tous deux nés à Mouilleron-en-Pareds.
- Colline des Moulins : site touristique surplombant la commune où l'on peut venir admirer certains moulins relativement conservés et disposant d'une vue panoramique des alentours. Ce site a été représenté par deux moulins sur le dessin de la flamme de la Poste de Mouilleron-en-Pareds, pendant les années 1980 : la flamme de la localité citait ses musées, ses sites et les maisons Clemenceau et de Lattre.
- Église Saint-Hilaire.

## Personnalités liées à la commune
Naissance ou décès dans la commune
- Georges Bécot (1947), comédien et réalisateur.
- Simonne Calary de Lamazière (1906-2003), femme de Jean de Lattre de Tassigny et mairesse de la commune de 1956 à 1977.
- Abel Chevalley (1868-1933)[4], diplomate et écrivain, connu également sous le pseudonyme de Jean Baslin, auteur de La Bête du Gévaudan (Gallimard, 1936).
- Georges Clemenceau (1841-1929), homme d'État français.
- Charles-Louis Largeteau, physicien (1791-1857).
- Bernard de Lattre de Tassigny (1928-1951), officier de l'armée française mort au combat en Indochine, fils de  Simonne Calary de Lamazière et de Jean de Lattre de Tassigny. Il est enterré auprès de ses parents au cimetière de la commune[5].
- Jean de Lattre de Tassigny (1889-1952), général d'armée et maréchal de France.
- Louis Majou (1764-1832), militaire, homme politique né à Mouilleron-en-Pareds, député de la Charente-Maritime.

## Économie
- Deux usines agro-alimentaires : Fleury Michon et la Stam (volaille).
- Tourisme engendré par les visites des maisons natales de Clemenceau et de Lattre de Tassigny dont l'une est un musée et les commémorations.

## Politique et administration

### Liste des maires
| Période                                  | Période          | Identité                                      | Étiquette      | Qualité                                                                                               |
| ---------------------------------------- | ---------------- | --------------------------------------------- | -------------- | --- |
| 1859                                     | 1911             | Charles-Armand-Jules-Florent-François Hénault |                | Doyen des maires de la Vendée                                                                         |
| 1911                                     | 1956             | Roger de Lattre de Tassigny                   |                | Doyen des maires de France                                                                            |
| 1956                                     | 1977             | Simonne de Lattre de Tassigny                 |                | Veuve du maréchal Jean de Lattre de Tassigny                                                          |
| 1977                                     | 2006             | Alain de Gaillard de Lavaldène du Grail       |                | |
| 2006                                     | 31 juillet 2013  | Michel Geevers                                | Sans étiquette | Médecin                                                                                               |
| 13 septembre 2013                        | 31 décembre 2015 | Valentin Josse                                | Divers droite  | Formateur Conseiller départemental de la Vendée, élu dans le canton de La Châtaigneraie (depuis 2015) |
| Les données manquantes sont à compléter. |                  |                                               |                | |

### Liste des maires délégués
| Période                                  | Période     | Identité       | Étiquette | Qualité                                                                                |
| ---------------------------------------- | ----------- | -------------- | --------- | -------------------------------------------------------------------------------------- |
| 4 janvier 2016                           | 28 mai 2020 | Valentin Josse |           | Maire de Mouilleron-Saint-Germain (depuis 2016) Conseiller départemental (depuis 2015) |
| 28 mai 2020                              | En cours    | Michel Cosset  |           |                                                                                        |
| Les données manquantes sont à compléter. |             |                |           |                                                                                        |

## Démographie

### Évolution démographique
L'évolution du nombre d'habitants est connue à travers les recensements de la population effectués dans la commune depuis 1793. À partir du 1er janvier 2009, les populations légales des communes sont publiées annuellement dans le cadre d'un recensement qui repose désormais sur une collecte d'information annuelle, concernant successivement tous les territoires communaux au cours d'une période de cinq ans. 
Pour les communes de moins de 10 000 habitants, une enquête de recensement portant sur toute la population est réalisée tous les cinq ans, les populations légales des années intermédiaires étant quant à elles estimées par interpolation ou extrapolation. Pour la commune, le premier recensement exhaustif entrant dans le cadre du nouveau dispositif a été réalisé en 2005,.
En 2015, la commune comptait 1 370 habitants, en évolution de +9,95 % par rapport à 2008 (Vendée : +5,7 %, France hors Mayotte : +2,49 %).
| 1793  | 1800 | 1806  | 1821  | 1831  | 1836  | 1841  | 1846  | 1851  |
| ----- | ---- | ----- | ----- | ----- | ----- | ----- | ----- | ----- |
| 1 200 | 862  | 1 161 | 1 377 | 1 423 | 1 401 | 1 608 | 1 728 | 1 763 |

| 1856  | 1861  | 1866  | 1872  | 1876  | 1881  | 1886  | 1891  | 1896  |
| ----- | ----- | ----- | ----- | ----- | ----- | ----- | ----- | ----- |
| 1 675 | 1 671 | 1 699 | 1 657 | 1 675 | 1 719 | 1 778 | 1 766 | 1 713 |

| 1901  | 1906  | 1911  | 1921  | 1926  | 1931  | 1936  | 1946  | 1954  |
| ----- | ----- | ----- | ----- | ----- | ----- | ----- | ----- | ----- |
| 1 634 | 1 618 | 1 560 | 1 422 | 1 482 | 1 416 | 1 347 | 1 352 | 1 292 |

| 1962  | 1968  | 1975  | 1982  | 1990  | 1999  | 2005  | 2010  | 2013  |
| ----- | ----- | ----- | ----- | ----- | ----- | ----- | ----- | ----- |
| 1 306 | 1 244 | 1 191 | 1 127 | 1 184 | 1 177 | 1 236 | 1 314 | 1 364 |

### Pyramide des âges
La population de la commune est relativement âgée. Le taux de personnes d'un âge supérieur à 60 ans (23,5 %) est en effet supérieur au taux national (21,6 %) tout en étant toutefois inférieur au taux départemental (25,1 %).
Contrairement aux répartitions nationale et départementale, la population masculine de la commune est supérieure à la population féminine (50,4 % contre 48,4 % au niveau national et 49 % au niveau départemental).
La répartition de la population de la commune par tranches d'âge est, en 2007, la suivante :
- 50,4 % d’hommes (0 à 14 ans = 17,8 %, 15 à 29 ans = 21,1 %, 30 à 44 ans = 20,1 %, 45 à 59 ans = 20,5 %, plus de 60 ans = 20,6 %) ;
- 49,6 % de femmes (0 à 14 ans = 17,5 %, 15 à 29 ans = 16,8 %, 30 à 44 ans = 19,2 %, 45 à 59 ans = 20,1 %, plus de 60 ans = 26,4 %).

| Hommes | Classe d’âge | Femmes |
| ------ | ------------ | ------ |
| 0,2    | 90 ans ou +  | 0,5    |
| 7,4    | 75 à 89 ans  | 12,2   |
| 13,0   | 60 à 74 ans  | 13,7   |
| 20,5   | 45 à 59 ans  | 20,1   |
| 20,1   | 30 à 44 ans  | 19,2   |
| 21,1   | 15 à 29 ans  | 16,8   |
| 17,8   | 0 à 14 ans   | 17,5   |

| Hommes | Classe d’âge | Femmes |
| ------ | ------------ | ------ |
| 0,4    | 90 ans ou +  | 1,2    |
| 7,3    | 75 à 89 ans  | 10,6   |
| 14,9   | 60 à 74 ans  | 15,7   |
| 20,9   | 45 à 59 ans  | 20,2   |
| 20,4   | 30 à 44 ans  | 19,3   |
| 17,3   | 15 à 29 ans  | 15,5   |
| 18,9   | 0 à 14 ans   | 17,4   |